# Хвостенко, Алексей Львович
Алексе́й Льво́вич Хвосте́нко, известный также как Хвост (14 ноября 1940, Свердловск — 30 ноября 2004, Москва) — советский и российский поэт-авангардист, автор песен и драматург, художник. Сочинил более 100 песен и несколько пьес в соавторстве с Анри Волохонским (под общим псевдонимом А. Х. В.).

## Биография
Алексей Хвостенко родился 14 ноября 1940 в Свердловске. С детства жил в Ленинграде. Учился в Ленинградском институте театра, музыки и кинематографии.
Отец Алексея — переводчик Лев Васильевич Хвостенко (1915—1959). Мать — Ирина Ивановна Хвостенко (дев. Бояркина; 1916—1987), оставила Льва Васильевича в 1946 году, когда Алексею было шесть лет, и отец с сыном переехали в Ленинград.
Дочь — Анна Алексеевна Хвостенко (род. 1973), певица, сотрудничает с Леонидом Фёдоровым.

### Творчество
В 1963 году создал литературную группу «Верпа» (Анри Волохонский, Гаррик Восков, Кари Унксова). Девиз «Верпы» взят из «Телемского Аббатства» Рабле: «Каждый делает, что хочет».
В 1965 году опубликовал в самиздате свою первую книгу «Подозритель». С 1966 года входит в содружество хеленуктов. В том же 1966 году знакомится с джазовым саксофонистом Анатолием Герасимовым, с которым впоследствии будет активно сотрудничать.
В 1968 году Хвостенко переезжает в Москву, становясь активным деятелем столичного художественного андеграунда. Создает минималистскую поэму «Я живу в Измайловском зверинце». Пишет картины, сочиняет и подпольно публикует стихи и песни. В сотрудничестве с Анри Волохонским создал и исполнял ряд песен, ставших известными, в частности «Город золотой» и «Орландина».
В 1977 году Хвостенко эмигрирует во Францию, где вместе с Владимиром Марамзиным начинает издавать журнал «Эхо». В 1981 году в Лондоне Алексей Хвостенко записал альбом «Последняя малина», запись прошла с двумя парижскими цыганами: Паскалем де Людчеком и Андреем Шестопаловым. В 1989 году снимается вместе с группой «Митьки» в фильме «Митьки в Париже». Вместе с Владимиром Толстым, Константином Кедровым и Игорем Холиным участвует в фестивале авангарда в Тарасконе (сб. «Транстарасконщина» Вивризм Париж, 1989). В 1991 году в Москве и в Париже выходит сборник «Чёрный квадрат» (Константин Кедров, Генрих Сапгир, Алексей Хвостенко, Слава Лён; с предисловием К. Кедрова).
Был знаком и дружен со многими талантливыми людьми, поэтами, артистами, музыкантами и писателями, живущими в Париже, в том числе Иосифом Бродским, Анри Волохонским, Владимиром Аллоем, Виталием Амурским, Жанной Астер, Дмитрием Резниченко, Камилем Чалаевым и с художником Сергеем Есаяном.
Ставил перформансы, выступал с концертами.

## Возвращение в Россию
С середины 1990-х годов выступает с концертами и выпускает альбомы в России. В частности, записал несколько альбомов с группой «АукцЫон».
В апреле 2004 года получает российский паспорт и российское гражданство, возвращается в Россию.
Алексей Хвостенко умер от пневмонии и сердечной недостаточности во сне 30 ноября 2004 года в московской больнице № 61. Похоронен под Москвой, на Перепечинском кладбище (19 участок, могила 7525).

## Песни
Большинство известных песен Хвостенко — это положенные им на музыку стихи его друга, ленинградского поэта Анри Волохонского. Из них наиболее известны:
- «Моя любимая» (1965),
- «Страшный суд» (1965),
- «Орландина» (1970), написанная по мотивам «Истории Тибальда де ла Жакьера»[3], главы из романа Яна Потоцкого «Рукопись, найденная в Сарагосе».
- «Город золотой» на слова Анри Волохонского на музыку Владимира Вавилова, прозвучавшая затем в исполнении Бориса Гребенщикова в фильме С. Соловьёва «Асса».

## Дискография
- 1982 — Прощанье со степью
- 1990 — Парижские сейшена[4]
- 1992 — Чайник вина (Хвост и Аукцыон)
- 1995 — Жилец вершин (Хвост и Аукцыон)
- 1995 — Опыт постороннего творческого процесса (Хвост и Аукцыон)
- 1995 — Париж — Санкт-Петербург (Хвост — Герасимов — Аукцыон)
- 1997 — Ночные фонарики (или Хвост от Кузьмы) (Основная часть песен записана в 1981 г. Переиздан в 2004 году в оригинальном виде под названием Последняя малина[5])
- 1998 — Говорящие птички (Хвост, Давшан и Камиль)
- 2000 — Три песни старца/Полихронион (Алексей Хвостенко, Камиль Чалаев, Анри Волохонский)
- 2001 — Завтра потоп (Хвост и Герасимов)
- 2001 — Верпования (запись выступления 1992 года, с «Аукцыоном»)(Manchester files/Bomba-Piter inc.)
- 2001 --- Хвост в Париже у митьков
- 2002 — Репетиция (Manchester files/Bomba-Piter inc.)
- 2004 — могила-live (Хвост и deГенераторс)
- 2004 — Вода и пена (Khvosst & Вадим Михайлюк[6])
- 2004 — Последняя малина (записано в августе 1981 г. в Лондоне)
- 2005 — Хвост и Рекшан на Монмартре. Квартирник у Кирилла и Анны (Хвост и Рекшан)[7]
- 2008 — Сноп снов (Волохонский, Хвостенко, Фёдоров, Волков)
- 2014 — Скорпион